# 桜町牢
桜町牢（さくらまちろう）は、江戸時代に長崎の桜町に造られた牢獄。

## 概要
慶長5年（1600年）、馬町などにあった牢屋敷が桜町に移され、慶長19年（1614年）にサン･フランシスコ教会と修道院が取り壊され、その跡地に牢獄が設置された。当初は未決囚と既決囚を収容していたが、寛延元年（1748年）以降、浦上村山里山王社の近くに溜牢が出来てから、主として既決囚だけを収容した。
牢守は1人、牢番は10人。総坪数は、『長崎諸役所絵図』では744坪、『桜町牢屋絵図』では714坪となっている。構内は2区に分かれ、獄舎は3棟。各棟は3室で方3間の監房2室の間に番所が置かれた。正門の北西隅に拷問所、中門の右手に供部屋と吟味所、その後手に牢守宿舎や牢番長屋があった。一般庶民を入れる牢屋と、士分の者や神官、僧侶あるいは漂流者などを入れる揚屋があった。この牢には多数のキリシタンが投獄され拷問を受けた。
牢屋敷が出火した時は、入牢中の者は期限を切って仮釈放され、指示された通りの日時までに戻って来た者は、判決の際、罪一等を減じられた。
死罪以上の極刑に処せられる者は、処刑前に市中引き回しにされたが、その引き回しの出発点も桜町の牢屋敷からで、長崎の町中を回った後、西坂にある処刑場まで続けられた。
明治維新後は、桜町監獄と改称された。西坂の処刑場に代わって、ここの拷問所で処刑が行なわれた。